# Limba poloneză
Limba poloneză (sau polonă; polszczyzna, język polski) este o limbă slavă de vest, vorbită de aproximativ 42,5 milioane de persoane în întreaga lume, în principal în Polonia. Precedată de rusă și urmată de ucraineană, este cea de-a doua limbă slavă după numărul vorbitorilor.
Astăzi, limba poloneză este limba oficială în Polonia, unde este folosită de 37-38 milioane de vorbitori nativi. Mulți vorbitori locuiesc și în părțile vestice ale Belarusului și ale Ucrainei, precum și în Lituania estică, în special în jurul orașului Vilnius. Din cauza emigrației din Polonia, se găsesc milioane de vorbitori în multe țări, cum ar fi Australia, Brazilia, Canada, Regatul Unit și Statele Unite ale Americii.
Poloneza este principala reprezentantă a limbilor lehitice, ramură a limbilor slave de vest. S-a dezvoltat pe teritoriul Poloniei actuale în principal din dialectele și graiurile slave vorbite în Polonia Mare și Polonia Mică. Lexicul este în mare parte comun cu cel al limbilor slave învecinate, în special slovaca (ruda cea mai apropiată), ceha, bielorusa și ucraineana.

## Distribuție geografică

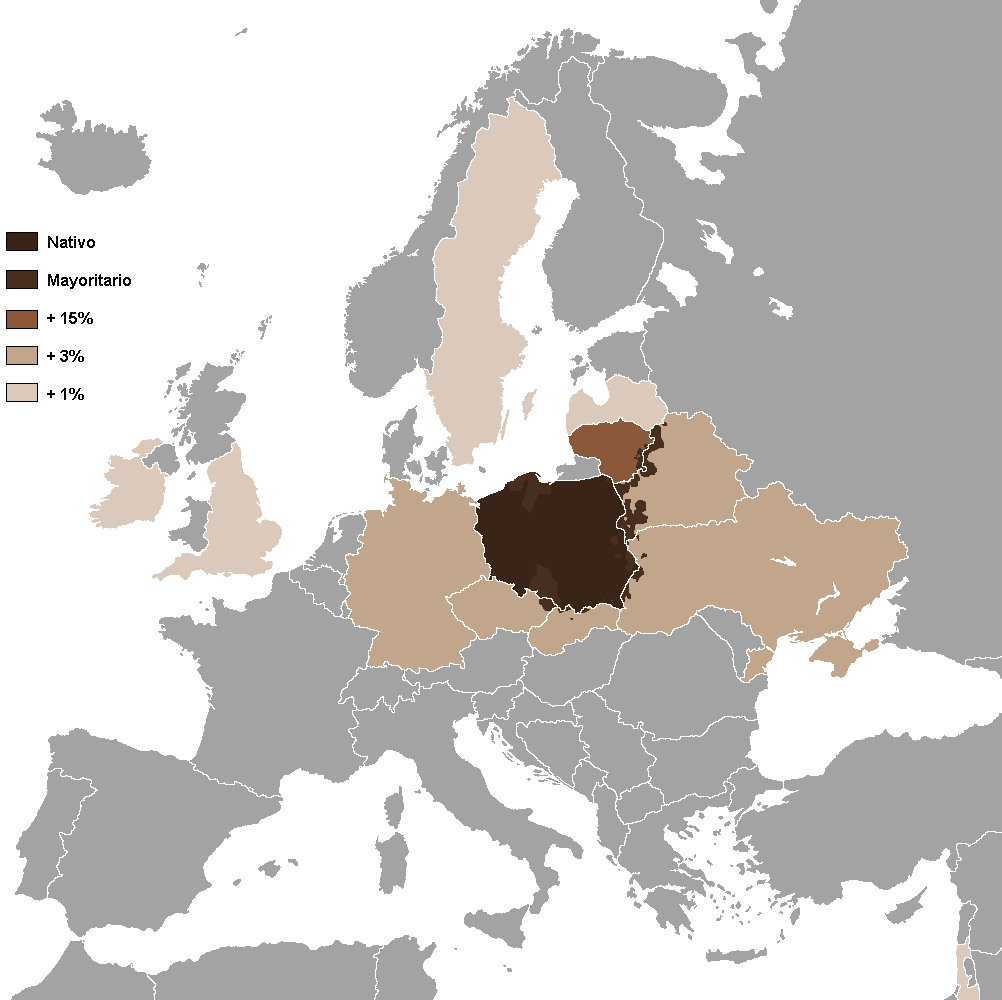
Distribuția geografică a limbii poloneze în Europa.

Poloneza este vorbită mai ales pe teritoriul Poloniei, una dintre cele mai omogene țări europene în ceea ce privește limba maternă a locuitorilor. Aproximativ 98% din locuitorii statului declară poloneza ca limbă maternă. După cel de-al Doilea Război Mondial, teritorii care au aparținut Poloniei au fost anexate de Uniunea Sovietică, dar în acestea a rămas o populație poloneză numeroasă, care nu a vrut sau nu a putut să migreze spre Polonia postbelică, astfel încât și astăzi în Lituania, Belarus și Ucraina există comunități mari de polonezi. În același timp, Polonia a ocupat și apoi anexat teritorii care aparțineau Germaniei (Silezia, Pomerania, Danzig, sudul Prusiei Orientale) în care numărul polonezilor era inițial foarte redus. Germanii au fost expulzați, iar locuințele acestora au fost date coloniștilor polonezi care în bună parte proveneau din vestul Ucrainei. Astfel, aria lingvistică poloneză s-a extins către est până la linia Oder-Neisse în dauna celei germane.
În Lituania, 195.016 locuitori au declarat poloneza ca limbă maternă. 26% din populația județului Vilnius, conform recensământului din 2001, folosește poloneza acasă ca prima limbă. Polonofoni trăiesc și în alte județe.
În Ucraina, poloneza este mai mult vorbită în orașul și regiunea Liov, și în Luțk. Aceste orașe au făcut parte din Polonia. Liovul este și în prezent important pentru polonezi din punct de vedere istoric, și majoritatea minorității poloneze din Ucraina trăiește în acest oraș. Conform recensământului din 2001, 18.660 din cei 144.130 de polonezi din Ucraina vorbesc poloneza acasă.
În Belarus există o minoritate poloneză mare, dar din cauza neînțelegerilor dintre cele două state, condițiile pentru promovarea și cultivarea tradițiilor sunt defavorabile. Comunitatea poloneză din Belarus se concentrează în apropiere de Hrodna și Brest.

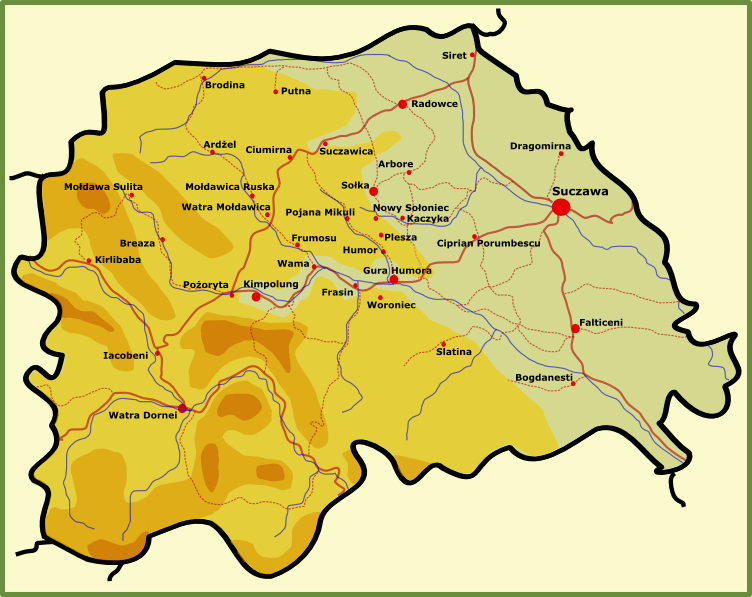
Județul Suceava, cu așezările în care trăiesc polonezi

Comunitatea polonofonă din România este concentrată în județul Suceava. Are o organizație, Dom Polski (Casa Poloneză), care promovează cultura și limba poloneză.
În SUA, numărul persoanelor de origine poloneză este de peste 11 milioane, dar majoritatea lor nu vorbesc limba poloneză. Conform recensământului Statelor Unite ale Americii din 2000, doar 667.414 americani, cu vârsta de peste cinci ani, au declarat limba poloneză ca limbă vorbită acasă, ceea ce reprezintă aproximativ 1,4% din persoanele care vorbesc alte limbi decât engleza sau 0,25% din întreaga populație a Statelor Unite.
Alte țări cu populație polonofonă semnificativă sunt: Africa de Sud, Argentina, Australia, Austria, Azerbaidjan, Canada, Cehia, Emiratele Arabe Unite, Estonia, Finlanda, Germania, Grecia, Israel, Irlanda, Kazahstan, Letonia, Norvegia, Noua Zeelandă, Regatul Unit, Rusia, Slovacia, Suedia, Ungaria și Uruguay.

## Limbi înrudite

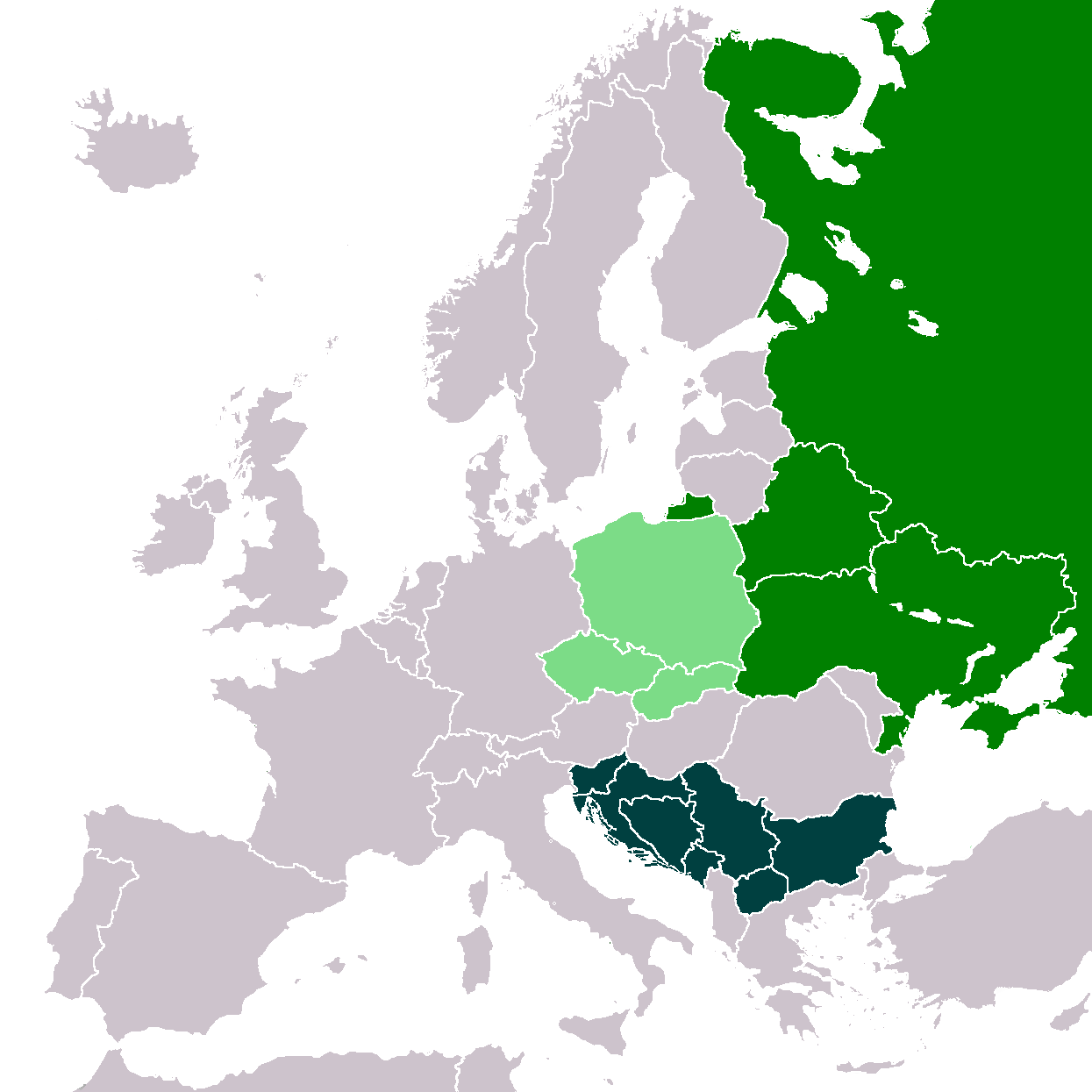
Europa slavă.

Poloneza face parte din subgrupul limbilor slave, cunoscut sub denumirea de limbi lehitice, în care se includ și limba pomeraniană (aproape dispărută, în afară de un dialect al ei, limba cașubiană) și limba polabă (dispărută din secolul al XVIII-lea). Rude mai îndepărtate ale limbii poloneze sunt alte limbi slave de vest: limba slovacă, limba cehă, limba sorabă de jos și limba sorabă de sus. Și celelalte limbi slave se aseamănă mai mult sau mai puțin cu limba poloneză.
Pentru că poloneza este o limbă indo-europeană, aproape toate limbile europene au ceva comun cu ea. Excepțiile principale sunt limba maghiară și limba finlandeză, care fac parte din grupul limbilor fino-ugrice, precum și limba bască.

### Dialecte și graiuri
După al Doilea Război Mondial, limba poloneză a devenit mai omogenă, în parte din cauza generalizării învățământului, dar mai ales datorită migrației masive a milioane de cetățeni polonezi din partea estică spre cea vestică, după schimbările teritoriale care au avut loc.
Există unele diferențe între dialectele și graiurile poloneze, dar ele sunt foarte mici și înțelegerea dintre vorbitorii acestora nu prezintă niciun fel de probleme. Cel mai bine păstrate dialecte sunt: cel velicopolon, cel malopolon, cel mazovian și cel silezian (uneori considerat ca limbă aparte). Limba cașubiană, care este vorbită în părțile nordice ale statului (voievodatul Pomerania) și are statut de limbă auxiliară, nu este un dialect polonez, ci face parte din sistemul dialectelor pomeraniene, fiind unica rămășiță a acestei limbi.
Graiul goralilor, aparținător dialectului malopolon, are unele influențe din cultura ciobanilor vlahi.
Diferențele dintre dialecte și limba standard apar în principal în realizarea unor sunete. De exemplu, în Polonia orientală, Lituania, Belarus și Ucraina, fonemul redat în scris prin litera ł se realizează ca [ɫ] (un [l] velarizat), în timp ce în limba standard acest caracter reprezintă sunetul [w]. Dialectul silezian este cel mai diferit din punct de vedere lexical. Are multe cuvinte împrumutate din germană, precum fojercojg (brichetă, din germ. Feuerzeug, cuvântul polonez fiind zapalniczka) sau cug (tren, germ. Zug, pol. pociąg).
Polonezii din Statele Unite vorbesc o variantă arhaică a limbii, inteligibilă pentru polonezii din Polonia. În schimb polonezii din SUA au dificultăți în a înțelege limbajul colocvial și al literaturii moderne din Polonia.

## Istorie

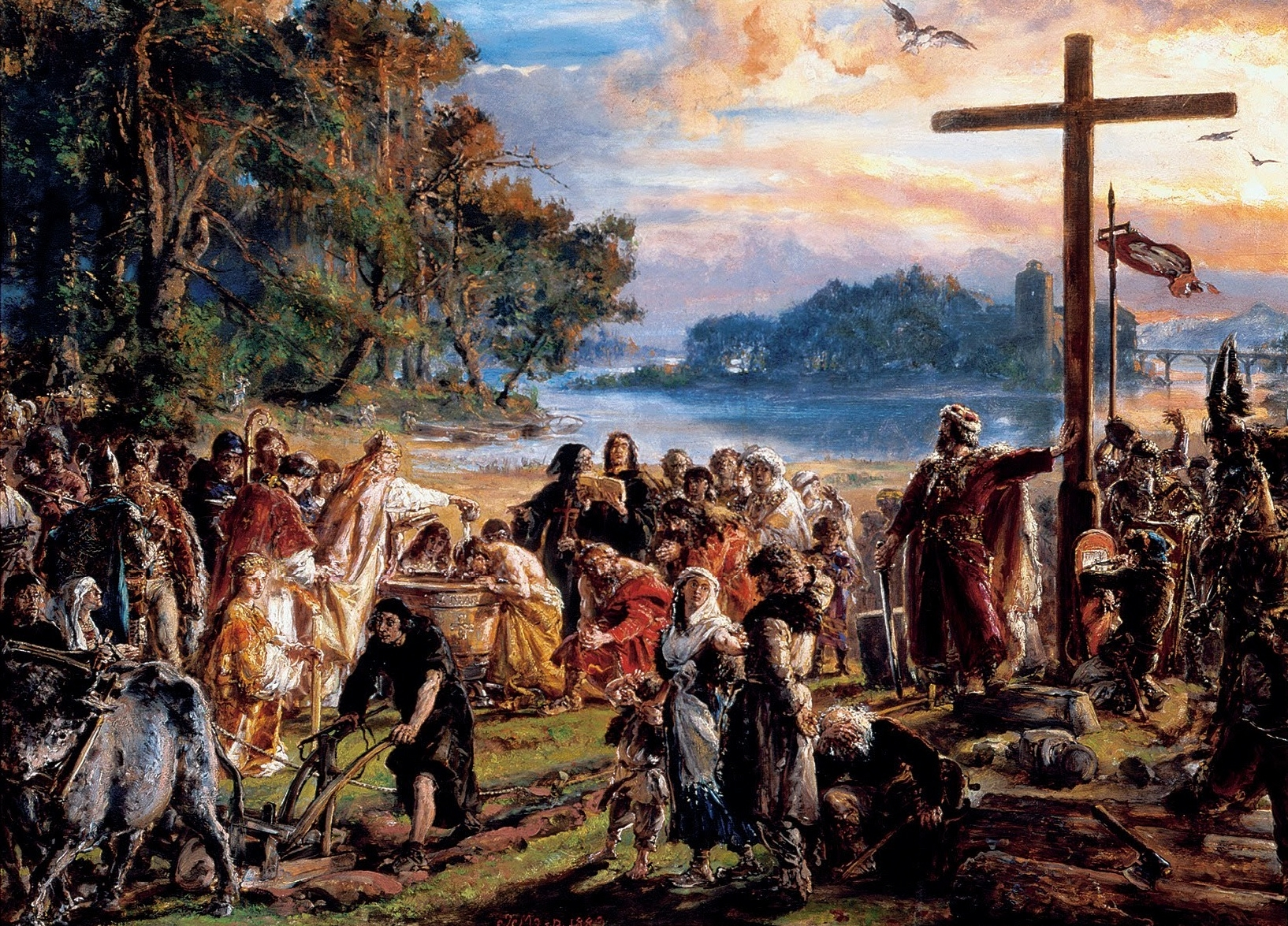
Creștinarea polonezilor a fost un eveniment hotărâtor, atât pentru statul, cât și pentru limba lor.
Primirea botezului de Jan Matejko.

Limba poloneză veche s-a dezvoltat din dialectele vestice ale limbii protoslave, în secolul al IX-lea, pe teritoriul statului primilor Piaști. După creștinare, în anul 966, au apărut primele izvoare scrise în latină referitoare la limba poloneză. Au rămas doar câteva documente din acea epocă, dar datorită lor este posibil să ne imaginăm cum era limba în Evul Mediu:
- Geographus bavarus[8] (în poloneză Geograf bawarski, în română Geograful bavarez) descrie teritoriul Europei de Est, menționând denumirile popoarelor prepoloneze: Wiślanie, Goplanie, Dziadoszanie, Opolanie.
- Dagome Iudex[9] este cel mai vechi document polonez, prin care Mieszko I (Dagome) își pune statul sub protecția papală. Conține o listă de localități poloneze.
- Bula din Gniezno (în poloneză Bulla gnieźnieńska, cunoscută și ca Bula de aur a limbii poloneze) este actul prin care se anulează controlul arhiepiscopului din Magdeburg asupra bisericii poloneze, prin crearea arhiepiscopiei Gniezno. Conține aproximativ 400 de etnonime și nume de familie.
- Liber fundationis (în poloneză Księga henrykowska) conține prima frază atestată în limba poloneză: „Daj, ać ja pobruszę, a ty poczywaj.” (în poloneza modernă Daj, niech ja pomielę, a ty odpocznij., în română Dă-mi să macin eu, iar tu odihnește-te.).

Din secolele următoare, XIII-XV, ne parvin primele texte scrise integral în poloneză. Acestea au în principal un caracter religios. Cele mai importante dintre ele sunt: cânturi, cântece, predici și texte de jurăminte depuse în fața judecătorilor:
- Bogurodzica[10] (în română Maica Dumnului) este cel mai vechi cânt religios polonez. Nu este datat precis, dar se știe că a fost cântat înainte și în cursul bătăliei de la Grunwald din anul 1410, și al bătăliei de la Varna din 1444. Uneori este denumită „primul imn național al Poloniei”.
- Predicile de Sfânta Cruce[11] (Kazania świętokrzyskie) și Predicile de la Gniezno (Kazania gnieźnieńskie) sunt două predici care au fost ținute, prima în secolul al XIII-lea și a doua în secolul al XIV-lea. Predicile de Sfânta Cruce au fost descoperite în anul 1890 de specialistul în istoria literaturii, culturii și limbii, Alexander Brückner, la Sankt Petersburg. Sunt scrise într-un stil artistic. Predicile de la Gniezno se află în biblioteca Catedralei din Gniezno. Sunt scrise în stil comun, popular și mai puțin arhaic.

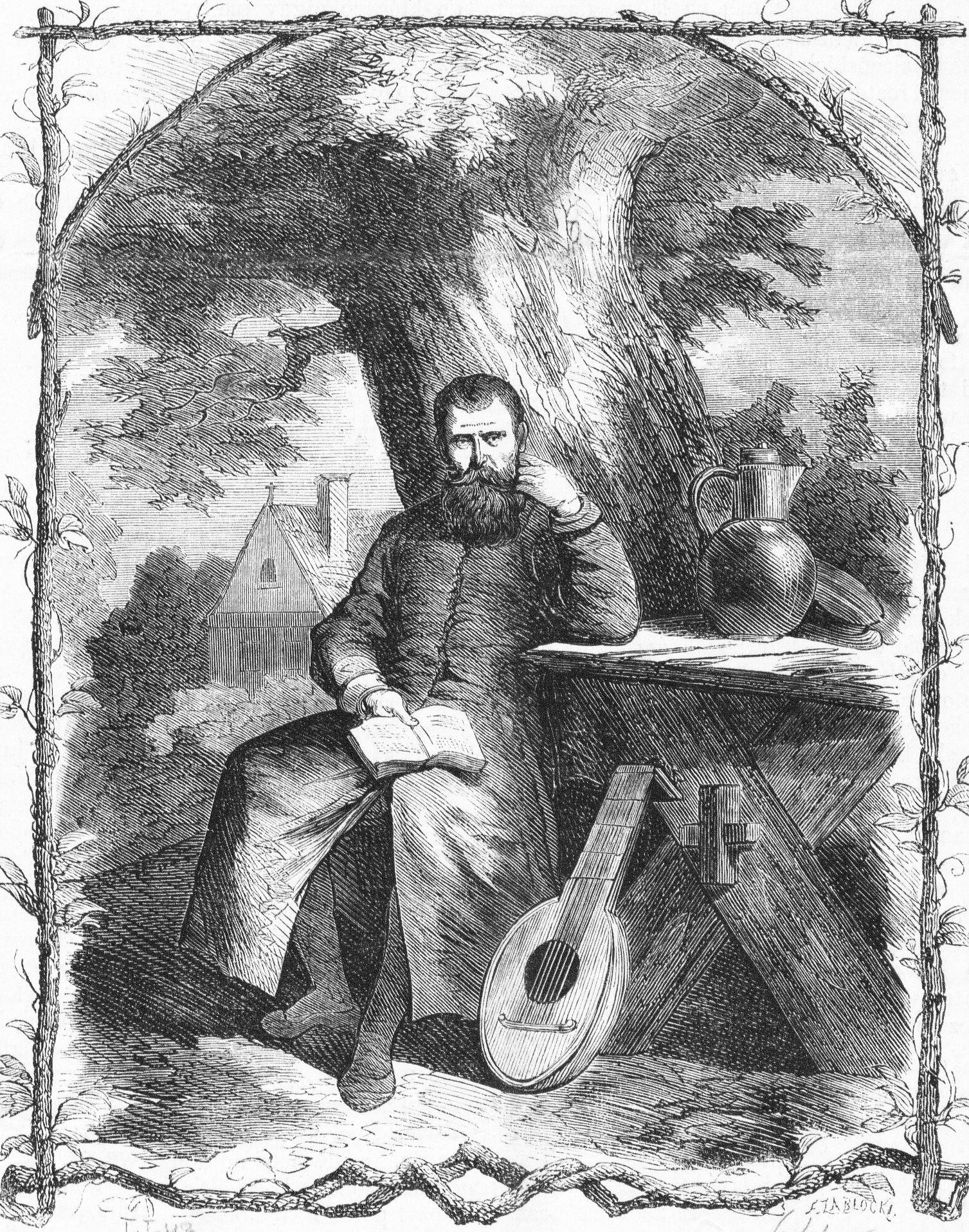
Jan Kochanowski, portret din secolul al XIX-lea.

La sfârșitul secolului al XV-lea începe epoca limbii poloneze medii, cea mai importantă pentru dezvoltarea limbii scrise. După inventarea tiparului, publicarea de cărți și cititul iau avânt. Mai mulți poeți, precum Jan Kochanowski (1530-1584), scriu mai degrabă în limba lor maternă decât în latină. În Evul Mediu se produc multe schimbări în vocabular și gramatică, mai ales în flexiune. Apar primele dicționare și lucrări lingvistice.
Pe lângă activitatea sa de poet, Jan Kochanowski este cel care propune prima reglementare a ortografiei poloneze. Alfabetul propus de el conține 48 de litere și digrame: a, á, à, ą, b, b', c, ć, cz, d, dz, dź, dż, é, è, ę, f, g, h, ch, i, j, k, l, ł, m, m', n, ń, o, ó, p, p', q, r, rz, s, ś, sz, t, u, v, w, w', x, y, z, ź și ż. Acest set de semne este folosit și astăzi pentru a transcrie cuvinte dialectale.
Începutul iluminismului este și cel al perioadei limbii poloneze noi, care durează până la Al Doilea Război Mondial. În aceasta epocă se îmbogățește vocabularul. În limba scrisă intră multe franțuzisme, care nu se impun în limba vorbită și dispar după împărțirile Poloniei. În timpul iluminismului, limba poloneză este introdusă în școli de către Komisja Edukacji Narodowej (Comisia pentru Educația Națională). După împărțirile Poloniei, ea devine un factor de menținere a conștiinței naționale și de unire a polonezilor din toate teritoriile locuite de aceștia. Atunci a scris Henryk Sienkiewicz (1846-1916) trilogia sa istorică: Prin foc și sabie (1884), Potopul (1886) și Pan Wołodyjowski (1888).
În 1918, după refacerea statului polonez, limba poloneză devine unica sa limbă oficială, folosită în administrație, școli, tribunale etc., și se dezvoltă datorită acestui statut. În perioada interbelică este redactată prima enciclopedie modernă în limba poloneză.
În timpul celui de-Al Doilea Război Mondial, ocupanții germani și ruși interzic folosirea publică a limbii poloneze, care devine din nou un factor de unire a tuturor polonezilor. După război, poloneza este declarată limbă oficială în Republica Populară Polonă. Regimul comunist încearcă să schimbe limba, propunând un „limbaj nou” (nowomowa) în domeniile economic, social și militar.
În zilele noastre, limba poloneză își dezvoltă vocabularul mai ales prin introducerea unor cuvinte noi din domeniul științei și tehnicii (informatică, fizică nucleară, etc.). În sistemul fonologic se observă dispariția vocalelor nazale în unele cuvinte și apariția lor în altele.

### Influența altor limbi
Multe limbi au influențat poloneza, în grade diferite. Limbile germanice sunt sursa principală de împrumuturi. În trecut, poloneza a preluat multe cuvinte din limba germană, precum: kształt < Gestalt („formă”), sztuka < Stück („piesă, artă”). În prezent, limba engleză este sursa cea mai importantă de neologisme, în special din domeniul informaticii.
Dintre celelalte limbi, cele mai multe împrumuturi au provenit din cehă, franceză, gotă, italiană, latină, maghiară, rusă și ucraineană.

## Fonetică

### Vocale
|                     | Anterioare                | Semiant.                  | Centrale                  | Semipost.                 | Posterioare               |
| Închise             | \| i ɨ u ɛ • ɛ̃ ɔ • ɔ̃ a \| | \| i ɨ u ɛ • ɛ̃ ɔ • ɔ̃ a \| | \| i ɨ u ɛ • ɛ̃ ɔ • ɔ̃ a \| | \| i ɨ u ɛ • ɛ̃ ɔ • ɔ̃ a \| | \| i ɨ u ɛ • ɛ̃ ɔ • ɔ̃ a \| |
| Cvasiînchise        | \| i ɨ u ɛ • ɛ̃ ɔ • ɔ̃ a \| | \| i ɨ u ɛ • ɛ̃ ɔ • ɔ̃ a \| | \| i ɨ u ɛ • ɛ̃ ɔ • ɔ̃ a \| | \| i ɨ u ɛ • ɛ̃ ɔ • ɔ̃ a \| | \| i ɨ u ɛ • ɛ̃ ɔ • ɔ̃ a \| |
| Semiînchise         | \| i ɨ u ɛ • ɛ̃ ɔ • ɔ̃ a \| | \| i ɨ u ɛ • ɛ̃ ɔ • ɔ̃ a \| | \| i ɨ u ɛ • ɛ̃ ɔ • ɔ̃ a \| | \| i ɨ u ɛ • ɛ̃ ɔ • ɔ̃ a \| | \| i ɨ u ɛ • ɛ̃ ɔ • ɔ̃ a \| |
| Mijlocii            | \| i ɨ u ɛ • ɛ̃ ɔ • ɔ̃ a \| | \| i ɨ u ɛ • ɛ̃ ɔ • ɔ̃ a \| | \| i ɨ u ɛ • ɛ̃ ɔ • ɔ̃ a \| | \| i ɨ u ɛ • ɛ̃ ɔ • ɔ̃ a \| | \| i ɨ u ɛ • ɛ̃ ɔ • ɔ̃ a \| |
| Semideschise        | \| i ɨ u ɛ • ɛ̃ ɔ • ɔ̃ a \| | \| i ɨ u ɛ • ɛ̃ ɔ • ɔ̃ a \| | \| i ɨ u ɛ • ɛ̃ ɔ • ɔ̃ a \| | \| i ɨ u ɛ • ɛ̃ ɔ • ɔ̃ a \| | \| i ɨ u ɛ • ɛ̃ ɔ • ɔ̃ a \| |
| Cvasideschise       | \| i ɨ u ɛ • ɛ̃ ɔ • ɔ̃ a \| | \| i ɨ u ɛ • ɛ̃ ɔ • ɔ̃ a \| | \| i ɨ u ɛ • ɛ̃ ɔ • ɔ̃ a \| | \| i ɨ u ɛ • ɛ̃ ɔ • ɔ̃ a \| | \| i ɨ u ɛ • ɛ̃ ɔ • ɔ̃ a \| |
| Deschise            | \| i ɨ u ɛ • ɛ̃ ɔ • ɔ̃ a \| | \| i ɨ u ɛ • ɛ̃ ɔ • ɔ̃ a \| | \| i ɨ u ɛ • ɛ̃ ɔ • ɔ̃ a \| | \| i ɨ u ɛ • ɛ̃ ɔ • ɔ̃ a \| | \| i ɨ u ɛ • ɛ̃ ɔ • ɔ̃ a \| |
| i ɨ u ɛ • ɛ̃ ɔ • ɔ̃ a |                           |                           |                           |                           |                           |

Sistemul vocalic al limbii poloneze este foarte simplu, conținând doar șase vocale orale și două vocale nazale. De altfel, poloneza, cașuba și polaba sunt singurele limbi slave care au păstrat vocale nazale existente în protoslavă. Toate vocalele poloneze sunt monoftongi. În trecut au existat și vocale lungi, dar au dispărut din cauza schimbărilor fonetice:
- [aː] (a lung) → [a] (a scurt) – în unele dialecte [ɔ] – scris a
- [ɛː] (e lung) → [ɛ] (e scurt) – în unele dialecte [y] sau [i] – scris e
- [iː] (i lung) → [i] (i scurt) – scris i
- [ɨː] (y lung) → [ɨ] (y scurt) – scris y
- [ɔː] (o lung) → [u] (u scurt) – scris ó
- [uː] (u lung) → [u] (u scurt) – scris u
- [ãː] (a nazal lung) → [ɔ̃] (o nazal scurt) – scris ą

De observat că [u] care a fost în trecut [ɔː] rămâne distinct în grafie ca ó. Până în secolul al XIX-lea, [ɛː] s-a scris é, iar [aː] – á, dar aceste litere au ieșit din uz.

### Consoane
| Loc de articulare →                                    | Labiale   | Labiale        | Coronale | Coronale  | Coronale   | Coronale          | Dorsale  | Dorsale   |
| Mod de articulare ↓                                    | Bilabiale | Labio‐ dentale | Dentale  | Alveolare | Retroflexe | Alveolo‐ palatale | Palatale | Velare    |
| Nazale                                                 | m         |                | n        | n         | n          |                   | ɲ        |           |
| Oclusive                                               | p b       |                | t d      | t d       | t d        |                   |          | k kʲ ɡ ɡʲ |
| Fricative                                              |           | f v            |          | s z       | ʂ ʐ        | ɕ ʑ               |          | x xʲ      |
| Africate                                               |           |                |          | t͡s d͡z     | t͡ʂ d͡ʐ      | t͡ɕ d͡ʑ             |          |           |
| Sonante                                                |           |                |          |           |            |                   | j        |           |
| Vibrante                                               |           |                | r        | r         | r          |                   |          |           |
| Laterale                                               |           |                | l        | l         | l          |                   |          |           |
| De asemenea există o consoană sonantă labiovelară [w]. |           |                |          |           |            |                   |          |           |

Sistemul consonantic al limbii poloneze este mult mai bogat decât cel vocalic. Se caracterizează prin serii de consoane africate și palatale, care au apărut după patru palatalizări în limba protoslavă, plus două care au apărut în poloneză și bielorusă. Retroflexele și africatele sonore sunt adesea notate cu digrame. Consoanele palatale (cunoscute în terminologia fonetică slavă cu denumirea de „consoane moi”) sunt marcate ori prin accent ascuțit, ori printr-un i care le urmează.

### Accent
În limba poloneză accentul cade în general pe silaba penultimă a cuvântului, de exemplu zrobił („a făcut”), zrobili („au făcut”).
Excepții în limba standard:
- verbele la persoana I și a II-a plural ale timpului trecut, de exemplu zrobiliśmy („noi am făcut”) – accentul cade pe antepenultima silabă
- verbele la condițional, de exemplu zrobiłbym („aș face”) – accentul cade pe antepenultima silabă
- verbele la persoana I și a II-a plural ale condiționalului, de exemplu zrobilibyśmy („am face”) – accentul cade pe silaba a patra de la sfârșitul cuvântului
- Unele cuvinte împrumutate din limba latină sunt și ele accentuate pe silaba a patra de la sfârșitul cuvântului, dar această accentuare tinde să devină arhaică în ultimii 50 de anii.

Explicația acestui accent neregulat la verbe este că terminațiile verbelor la trecutul simplu și condițional nu sunt la origine sufixe, ci formele enclitice conjuncte ale verbului auxiliar być („a fi”), corespunzătoare formelor disjuncte żeśmy zrobili, respectiv bym zrobił, care au devenit mai puțin frecvente. Astfel, există tendința ca formele conjuncte să fie reanalizate ca sufixe și, prin urmare, ca accentul să se mute pe penultima silabă.

## Sistem de scriere și ortografie
Poloneza folosește alfabetul latin cu următoarele diacritice:
- accent ascuțit (kreska), folosit:
  1. pentru a indica palatalizarea (înmuierea) unei consoane: Ć, Ń, Ś, Ź
  2. ca o concesie principiului etimologic, deasupra lui Ó care a fost cândva lung, dar în poloneza modernă reprezintă sunetul [u], ca și litera U
- punct superior (kropka), folosit pentru a indica înăsprirea unei consoane: Dż, Ż
- ogonek, folosit pentru a indica nazalizarea unei vocale: Ą, Ę
- bară (kreska ukośna), folosită pentru a nota consoana sonantă labiovelară [w]: Ł

În poloneză există și șapte digrame: ch, cz, dz, dż, dź, rz și sz.
Spre deosebire de alte limbi slave care folosesc alfabetul latin, poloneza și cașubiana nu au adoptat grafia limbii cehe, ci și-au creat o grafie proprie.
Ordinea alfabetului polonez este:
A, Ą, B, C, Ch, Cz, Ć, D, Dz, Dż, Dź, E, Ę, F, G, H, I, J, K, L, Ł, M, N, Ń, O, Ó, P, Q, R, Rz, S, Sz, Ś, T, U, V, W, X, Y, Z, Ź, Ż.
Digramele nu sunt considerate litere aparte. De exemplu în dicționare, cuvintele care încep cu ch urmează după cele care încep cu ce și sunt urmate de cele care încep cu ci, ca în dicționarele românești.
Sunt folosite și literele Q, V și X, dar numai în cuvinte străine. În cuvintele deja asimilate, acestea se schimbă în kw (germ. Quartz > pol. kwarc), w (lat. visio > pol. wizja), respectiv ks (fr. expertise > pol. ekspertyza) sau gz (lat. examen > pol. egzamin). Literele străine sunt însă populare printre tineri și folosite pe chaturi și webloguri.
Ortografia limbii poloneze este în general fonemică, cu unele excepții (de exemplu, [ʐ] poate fi scris ż sau rz).

### Corespondență între scriere și pronunție
| Vocală | [i] | [ɨ] | [u]  | [ɛ]  | [ɛ̃] | [ɔ]  | [ɔ̃] | [a] |
| Litere | i   | y   | u, ó | e, ę | ę   | o, ą | ą   | a   |
| Vezi articolul Alfabetul Fonetic Internațional și secțiunea „vocale” a acestui articol pentru explicarea simbolurilor. |     |     |      |      |     |      |     |     |

| Consoană | [m]   | [n]      | [ɲ]   | [p]     | [b]   | [t]   | [d]  | [kʲ]   | [ɡʲ] | [k]       | [ɡ]     | [f]  | [v] | [s]  | [z] | [ʂ]       |
| Litere | m     | n        | ń, ni | p, b    | b     | t, d  | d    | ki     | gi   | k, g      | g       | f, w | w   | s, z | z   | sz, ż, rz |
| Consoană | [ʐ]   | [ɕ]      | [ʑ]   | [xʲ]    | [x]   | [t͡s]  | [d͡z] | [t͡ʂ]   | [d͡ʐ] | [t͡ɕ]      | [d͡ʑ]    | [j]  | [r] | [l]  | [w] | [ɫ]       |
| Litere | ż, rz | ś, si, ź | ź, zi | hi, chi | h, ch | c, dz | dz   | cz, dż | dż   | ć, ci, dź | dź, dzi | j    | r   | l    | ł   | ł         |
| Vezi articolul Alfabetul Fonetic Internațional și secțiunea „consoane” a acestui articol pentru explicarea simbolurilor. |       |          |       |         |       |       |      |        |      |           |         |      |     |      |     |           |

## Gramatică

### Substantivul și adjectivul
Poloneza este o limbă flexionară și păstrează sistemul protoslav de șapte cazuri pentru substantive, adjective și pronume: nominativ (mianownik), genitiv (dopełniacz), dativ (celownik), acuzativ (biernik), instrumental (narzędnik), locativ (miejscownik) și vocativ (wołacz). Există două numere: singular și plural. În trecut a existat și numărul dual. Rămășițele lui sunt vizibile în flexiunea numeralelor.
Sistemul polonez al genurilor este foarte complicat din cauza combinației a trei categorii: genul (masculin, feminin și neutru), opoziția personal (adică nume de persoană) vs. nepersonal și opoziția animat vs. inanimat. Personal vs. nepersonal și animat vs. inanimat sunt relevante la masculin, dar nu afectează femininul și neutrul. Sistemul poate fi descris ca având cinci clase: masculin personal, masculin nepersonal animat, masculin neanimat, feminin și neutru. Aceste clase pot fi identificate conform modelelor de declinare și criteriilor de acord în gen între substantiv și adjectiv.
| Gen               | Nominativ singular | Nominativ singular | Acuzativ singular | Acuzativ singular | Nominativ plural | Nominativ plural | Traducere                        |
| Gen               | Adjectiv           | Substantiv         | Adjectiv          | Substantiv        | Adjectiv         | Substantiv       | Traducere                        |
| ----------------- | ------------------ | ------------------ | ----------------- | ----------------- | ---------------- | ---------------- | -------------------------------- |
| Masculin personal | nowy               | student            | nowego            | studenta          | nowi             | studenci         | „studentul/studenții nou/noi”    |
| Masculin animat   | nowy               | pies               | nowego            | psa               | nowe             | psy              | „câinele/câinii nou/noi”         |
| Masculin neanimat | nowy               | stół               | nowy              | stół              | nowe             | stoły            | „masa/mesele nouă/noi”           |
| Feminin           | nowa               | szafa              | nową              | szafę             | nowe             | szafy            | „șifonierul/șifonierele nou/noi” |
| Neutru            | nowe               | krzesło            | nowe              | krzesło           | nowe             | krzesła          | „scaunul/scaunele nou/noi”       |

Clasele de genuri se caracterizează prin următoarele proprietăți de flexiune (cu rare excepții):
1. Masculin personal: acuzativ = genitiv (atât la singular, cât și la plural), terminația la nominativ fiind diferită la plural.
2. Masculin nepersonal animat: nominativul substantivului se termină în consoană la singular, acuzativ singular = genitiv singular, acuzativ plural = nominativ plural.
3. Masculin neanimat: nominativul substantivului se termină în consoană la singular, acuzativ = nominativ la ambele numere.
4. Neutru: nominativul singular se termină în -o sau în -e, genitivul singular în -a (substantivele), acuzativ = nominativ la ambele numere.
5. Feminin: dativ singular = locativ singular, acuzativ plural = nominativ plural.

Pentru a acorda corect în gen adjectivul cu substantivul, trebuie să se distingă doar patru genuri la singular (se combină clasele 1 și 2) și doar două genuri la plural (se combină clasele 2, 3, 4 și 5). Pentru selectarea corectă a pronumelui, sistemul genurilor mai poate fi simplificat la trei clase la singular și două la plural.

### Verbul
Forma verbelor poloneze se modifică după persoana, numărul și genul subiectului. Verbul se mai caracterizează și prin categoriile de diateză (activă, reflexivă și pasivă), aspect (imperfectiv și perfectiv), mod (indicativ, imperativ, condițional, participiu și gerunziu), și timp (prezent, trecut și viitor). Dacă se iau în considerare formele temporale combinate cu cele aspectuale, numărul timpurilor se ridică la cinci. În trecut au existat încă trei forme de trecut: aoristul, imperfectul și mai mult ca perfectul, dar astăzi se folosește numai așa-numitul „perfect slav”.
Aproape toate verbele poloneze au două forme aspectuale: cea de perfectiv și cea de imperfectiv.
Forma de perfectiv se formează:
- cu ajutorul unui prefix (robić / zrobić – „a face”, „a crea”);
- prin adăugarea unui sufix (kichać / kichnąć – „a strănuta”);
- printr-o schimbare în rădăcina verbului (oddychać / odetchnąć – „a respira”);
- prin cuvinte diferite în cazul unor verbe (brać / wziąć – „a lua”).

Există și subcategorii ale aspectului imperfectiv. De exemplu, 
verbul „a scrie” are o formă actuală (pisać – acțiunea tocmai are, avea sau va avea loc) și una iterativă (pisywać – acțiunea se face sau se făcea în mod repetat), pe lângă forma de aspect perfectiv napisać.
Timpurile verbale poloneze sunt:
| construcție                              | verb imperfectiv   | verb perfectiv   | exemplu imperfectiv                           | exemplu perfectiv                                 |
| ---------------------------------------- | ------------------ | ---------------- | --------------------------------------------- | ------------------------------------------------- |
| verb+ć                                   | infinitiv          | infinitiv        | robić „a face”                                | zrobić „a face”                                   |
| verb+sufix                               | prezent            | viitor simplu    | robicie „faceți”                              | zrobicie „veți face”                              |
| participiu trecut+sufix                  | trecut imperfectiv | trecut perfectiv | robiliście „făceați”                          | zrobiliście „ați făcut”                           |
| (Sufixul timpurilor trecute este mobil.) |                    |                  | Coście robili? / Co robiliście? „Ce făceați?” | Coście zrobili? / Co zrobiliście? „Ce ați făcut?” |

Sufixele timpului trecut se adaugă la verb sau la cuvântul din propoziție care se accentuează cel mai puternic, ca de exemplu pronumele interogative.
Al cincilea timp polonez, viitorul imperfectiv, este o construcție analitică și se compune din forma de viitor simplu a verbului auxiliar być („a fi”) + fie infinitivul (będziecie robić), fie participiul trecut (będziecie robili) imperfectiv. Ambele forme au același înțeles, „veți face”.
Pentru a accentua și mai mult o întrebare, se folosește particula że: Cożeście zrobili? („Ce ați făcut?”). Este o evoluție a formei Cóż zrobiliście? care este învechită și folosită doar în cazuri speciale, de exemplu în limbajul biblic.
Ca în limba română, persoana subiectului este inclusă în verb. De aceea, pronumele personal în funcție de subiect se folosește numai pentru scoaterea în evidență a subiectului: Co wy zrobiliście? sau Co wyście zrobili? („Voi ce ați făcut?”)
Participiul trecut se acordă în gen și număr cu subiectul:
| Gen      | Singular | Plural  |
| -------- | -------- | ------- |
| masculin | zrobił   | zrobili |
| feminin  | zrobiła  | zrobiły |
| neutru   | zrobiło  | zrobiły |

Forma de plural în -li se folosește pentru mai mulți bărbați, sau bărbați și femei, iar cea în -ły – pentru subiecte nume de femei, de copii și alte substantive feminine sau neutre.

##### Conjugare
Acest tabel prezintă cele mai folosite forme ale verbelor poloneze, care sunt distribuite în șase clase de conjugare.
| Formă             | Formă             | I          | II            | III         | IV                | V             | VI            |
| ----------------- | ----------------- | ---------- | ------------- | ----------- | ----------------- | ------------- | ------------- |
| Infinitiv         | Infinitiv         | dać „a da” | mieć „a avea” | pić „a bea” | ciągnąć „a trage” | wziąć „a lua” | iść „a merge” |
| Prezent           | 1 sg.             | daję       | mam           | piję        | ciągnę            | biorę         | idę           |
| Prezent           | 3 sg.             | daje       | ma            | pije        | ciągnie           | bierze        | idzie         |
| Prezent           | 3 pl.             | dają       | mają          | piją        | ciągną            | biorą         | idą           |
| Imperativ         | 2 sg.             | daj        | miej          | pij         | ciągnij           | bierz         | idź           |
| Imperativ         | 2 pl.             | dajcie     | miejcie       | pijcie      | ciągnijcie        | bierzcie      | idźcie        |
| Participiu trecut | sg. m.            | dał        | miał          | pił         | ciągnął           | brał          | szedł         |
| Participiu trecut | sg. f.            | dała       | miała         | piła        | ciągnęła          | brała         | szła          |
| Participiu trecut | pl. m.            | dali       | mieli         | pili        | ciągnęli          | brali         | szli          |
| Viitor simplu     | 1 sg.             | dam        | –             | wypiję      | pociągnę          | wezmę         | pójdę         |
| Viitor simplu     | 3 sg.             | da         | –             | wypije      | pociągnie         | weźmie        | pójdzie       |
| Viitor simplu     | 3 pl.             | dadzą      | –             | wypiją      | pociągną          | wezmą         | pójdą         |
| Formă nepersonală | Formă nepersonală | dano       | miano         | pito        | ciągnięto         | brano         | –             |
| Participiu pasiv  | sg. m.            | dany       | miany         | pity        | ciągnięty         | brany         | –             |
| Participiu pasiv  | pl. m.            | dani       | miani         | pici        | ciągnięci         | brani         | –             |
| Gerunziu          | Gerunziu          | danie      | mienie        | picie       | ciągnięcie        | branie        | iście         |

#### Topica în propoziție
Deși limba poloneză este de tip SVO, totuși, fiindcă este bogată în morfeme, ordinea cuvintelor în propoziție este variabilă, iar subiectul, complementul direct sau uneori chiar predicatul pot fi omise, dacă se subînțeleg din context. Topica poate fi folosită pentru a accentua una sau alta dintre părțile de propoziție. Exemplu:
- Ala ma kota. – „Ala are (o) pisică.” – Nicio parte de propoziție nu este mai accentuată decât celelalte.
- Ala kota ma. – „Ala are (o) pisică.”
- Kota ma Ala. – „Ala are o pisică.”
- Ma Ala kota. – „Are Ala pisică.”
- Kota Ala ma. – „(O) pisică are Ala.” – Se subînțelege că este vorba de pisica pe care Ala o are cu adevărat.
- Ma kota Ala. – „Ala are (o) pisică.” – Se subînțelege că Ala nu deține pisica temporar, ci îi aparține.

Doar primele trei exemple sunt comune. Celelalte sunt folosite pentru accentuări speciale sau în poezie.
Toate exemplele de mai sus pot fi folosite și ca întrebări totale (la care se răspunde cu „da” sau „nu”), cu sau fără cuvântul interogativ Czy (aproximativ echivalent cu „Oare”). Dacă nu se folosește acest cuvânt, interogația este marcată numai de intonația urcătoare.
Cuvântul care nu este necesar pentru ca propoziția să fie înțeleasă poate fi omis:
- Ma kota. – „Are (o) pisică.” – dacă este evident cine este subiectul
- Ma. – „Are.” – răspuns scurt la Czy Ala ma kota? („Are Ala pisică?”), în loc de Tak. („Da.”)
- Ala. – răspuns la Kto ma kota? („Cine are pisică?”)
- Kota. – „(O) pisică.” – răspuns la Co ma Ala? („Ce are Ala?”).
- Ala ma. – „Ala are.” – răspuns la Kto z nas ma kota? („Cine dintre noi are pisică?”) sau Który z naszych znajomych ma kota? („Care din cunoscuții noștri are pisică?”).

### Dicționare on-line
- Dicționar român-polonez, glosbe
- dicționar englez-polonez de bază
- dicționar polonez <-> englez Arhivat în 5 aprilie 2004, la Wayback Machine.
- polonez <-> ebraic, polonez <-> englez, polonez <-> francez, polonez <-> german, polonez <-> italian, polonez <-> rus, polonez <-> spaniol Arhivat în 22 iulie 2010, la Wayback Machine.
- dicționar polonez <-> englez, polonez <-> francez, polonez <-> german Arhivat în 30 aprilie 2007, la Wayback Machine.
- dicționar multilingv Webster
- Słownik języka polskiego (Dicționarul explicativ al limbii poloneze), PWN
- Oscar E. Swan, A Learner’s Polish-English Dictionary (Dicționar polonez-englez pentru învățare)
- vocabular de bază al limbii poloneze

### Materiale on-line pentru învățarea limbii poloneze
- en  exerciții de gramatică a limbii poloneze
- en  Curs de limba poloneză Arhivat în 23 martie 2005, la Wayback Machine.
- en  Ronald F. Feldstein, A Concise Polish Grammar (Compendiu de gramatică a limbii poloneze), SEELRC, 2001
- en  gramatica limbii poloneze și curs de limba poloneză
- en  Universitatea din Pittsburgh: Situl limbii poloneze
- en  Oscar E. Swan, English-Polish Phrase Guide (Ghid de coversație englez-polonez)